# Drago Mislej - Mef
Drago Mislej (psevdonim: Mef), slovenski pisec besedil za popevke, kitarist, glasbenik, urednik in novinar, * 16. oktober 1950, Postojna, LR Slovenija, FLR Jugoslavija.

## Življenjepis
Drago Mislej se je 16. oktobra 1950 rodil v Postojni. Njegov oče, ki izvira iz Velikega polja pri Vrabčah, je bil avtomehanik in soustanovitelj podjetja Transavto Postojna. Njegova mati Ljudmila, ki izvira Orehka pri Postojni, je bila nekdanja iterniranka Ravensbruecka. Zaradi očetovega poklica je bil tudi sam močno povezan z avtomobili in postal eden prvih mladih voznikov gokarta v Sloveniji, bil pa je tudi uspešen športnik. V mladosti se je ukvarjal tudi z nogometom in igral v klubih, kot so Koper, Piran, Postojna, Pivka in Gažon.
V domači Postojni je zaključil gimnazijo, v Ljubljani pa je dokončal študij novinarstva. Prakso je začel na Radiu Koper, kjer se je po koncu vojaškega roka tudi zaposlil najprej kot novinar informativnega programa, nato pa kot urednik mladinske redakcije. Od tam je presedlal na koprsko televizijo, najprej kot urednik slovenskega programa, zatem pa kot odgovorni urednik televizije.
Kasneje je bil štiri leta direktor in urednik časopisa Primorske novice. Ko je odšel, je z nekaj prijatelji soustanovil izolski tednik Mandrač, kjer je bil direktor, urednik in novinar. Danes Mef živi v Izoli.

## Opus besedil
Napisal je več kot 400 besedil in uspešnice, kot so:
| Leto | Skladba                        | Izvajalec      |
| ---- | ------------------------------ | -------------- |
| 1978 | »Pogum«                        | Prizma         |
| 1984 | »Tina«                         | Bazar          |
| 1984 | »Portorož 1905«                | Bazar          |
| 1985 | »Dober dan«                    | Bazar          |
| 1987 | »Amerika«                      | Bazar          |
| 1988 | »Prvi maj«                     | Bazar          |
| 1989 | »Ko odbije polnoči«            | Bazar          |
| 19__ | »Poišči me (Ne bom ti pravil)« | Bazar          |
| 19__ | »Zate«                         | Bazar          |
| 19__ | »Fehtarji«                     | Bazar          |
| 1992 | »Tu je moj dom«                | Faraoni        |
| 1994 | »V San Simonu«                 | Faraoni        |
| 1995 | »Plima«                        | Anika Horvat   |
| 1996 | »Anita ni nikoli«              | Halo           |
| 1996 | »Lahko noč Piran«              | Anika Horvat   |
| 1996 | »Sem takšen, ker sem živ«      | Faraoni        |
| 1997 | »Jaz te nimam rad«             | Faraoni        |
| 1997 | »Ne odhaja poletje«            | Tinkara Kovač  |
| 1997 | »Veter z juga«                 | Tinkara Kovač  |
| 1998 | »Kar je res, je res«           | Faraoni        |
| 1999 | »Ti si se bal«                 | Lara Baruca    |
| 2000 | »Črta«                         | Slavko Ivančič |

## Nagrade
5. novembra 2017 je v oddaji Vikend paket na nacionalni televiziji s strani 7-članske komisije, ki je predsedoval Slavko Hren, iz rok predsednika programskega sveta RTVS Cirila Baškoviča prejel Ježkovo nagrado.